# アドリアーン・ファン・オスターデ
アドリアーン・ファン・オスターデ（Adriaen van Ostade, 1610年-1685年）は、フランドルの画家。オランダの農民やブルジョワ階級の人々の日常生活を描いた作品で知られている。油彩だけでなく水彩画やエッチング等も残っている。

## 経歴
アドリアン・ファン・オスターデはハールレム生まれ。父親はアイントホーフェン近郊のオスターデという町出身の織工であった。弟のイサーク・ファン・オスターデ(1621-1649)もアドリアンに学び画家になった。
1627年にハールレムでフランス・ハルスの弟子となる。当時ハルスの弟子にはアドリアーン・ブラウエルがおり、オスターデはブラウエルの影響を強く受けたものと思われる。1632年にユトレヒトにいた記録があるが、1634年にはハールレムに戻り聖ルカ組合に登録される。1636年頃、ハールレムの民兵団に加入した。2年後結婚するが、妻は1640年に亡くなった。1640年頃の作品からは明暗法によりレンブラントの影響を受けていることが窺える。1657年に、カトリックに改宗し再婚した。1661年には聖ルカ組合の長となっている。
後に工房を構え、弟子をとった。その中にはコルネリス・ベガ、コルネリス・デューサルト(Cornelis Dusart)、ヤン・ステーン等がいる。

## 作品

### 油絵

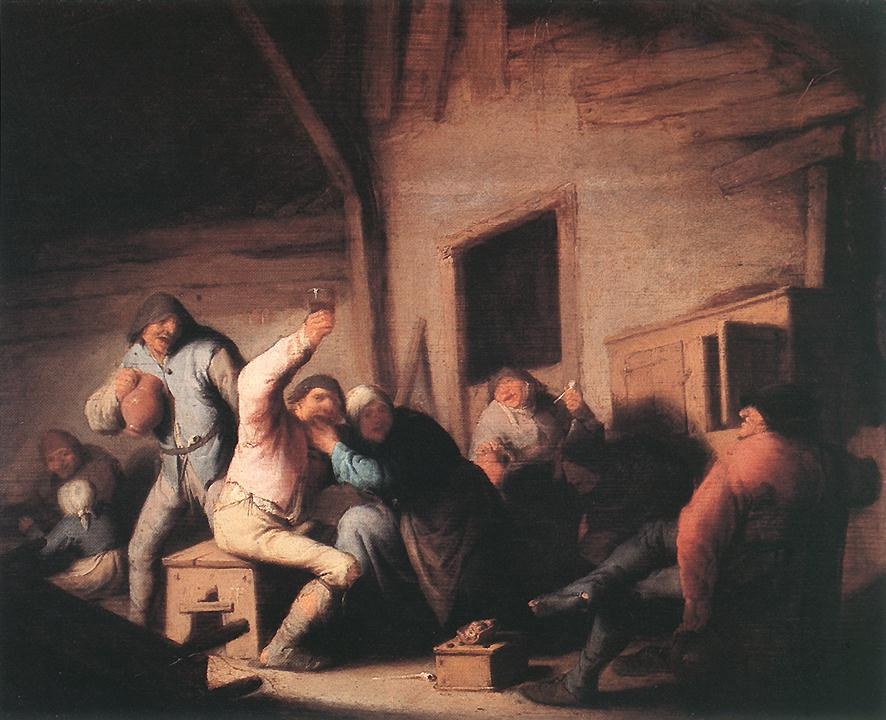
『宿屋の農民たち』（1635年頃） アルテ・ピナコテーク
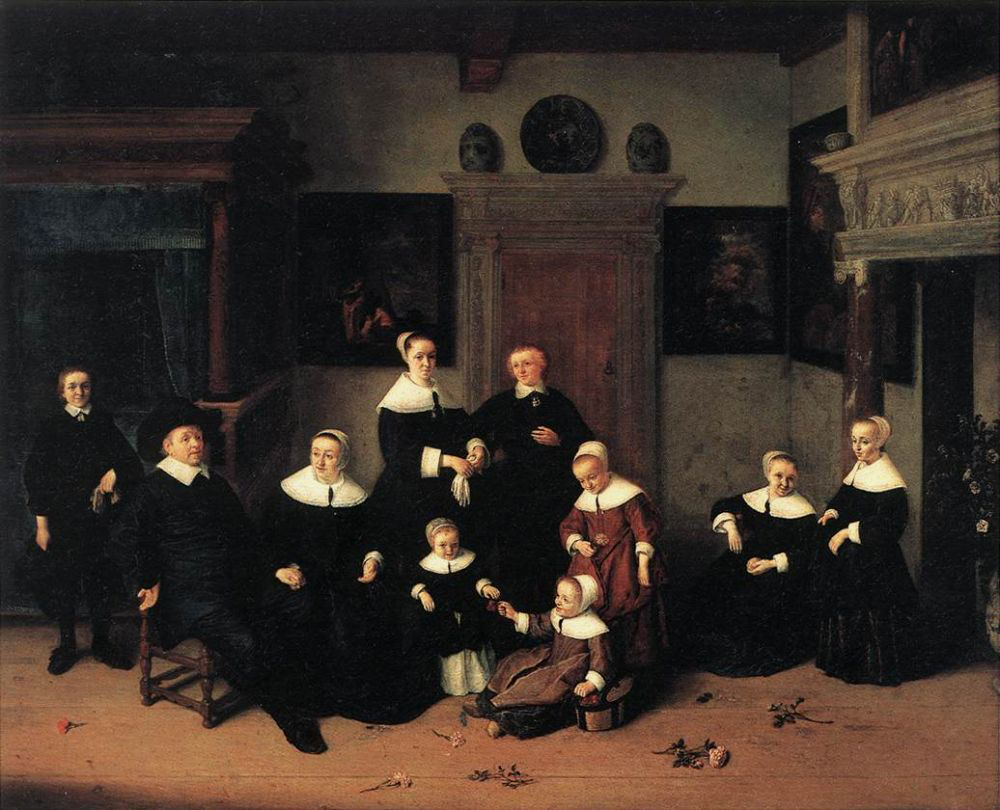
『家族の肖像』（1654年） ルーヴル美術館
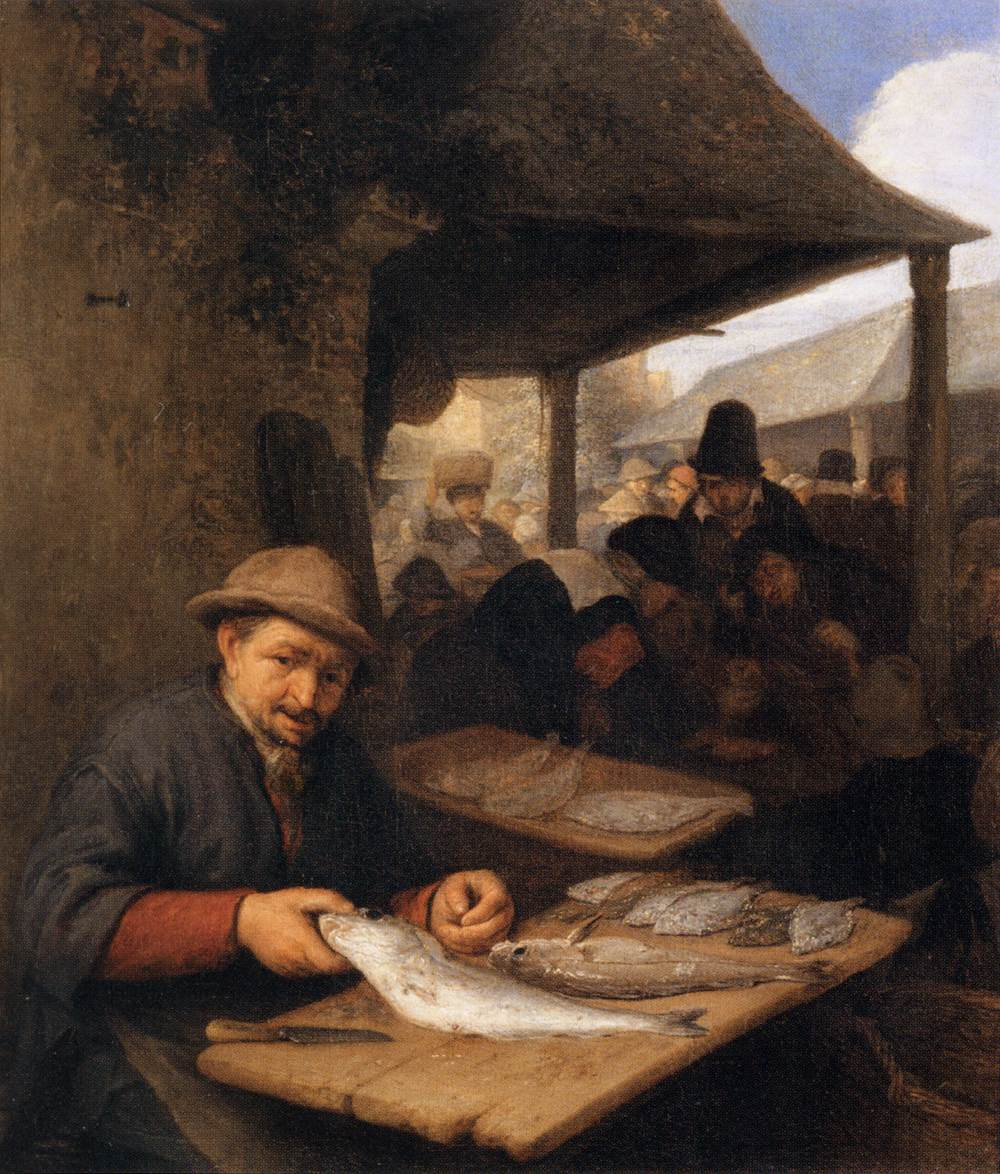
『魚市場』（1659年頃） ルーヴル美術館
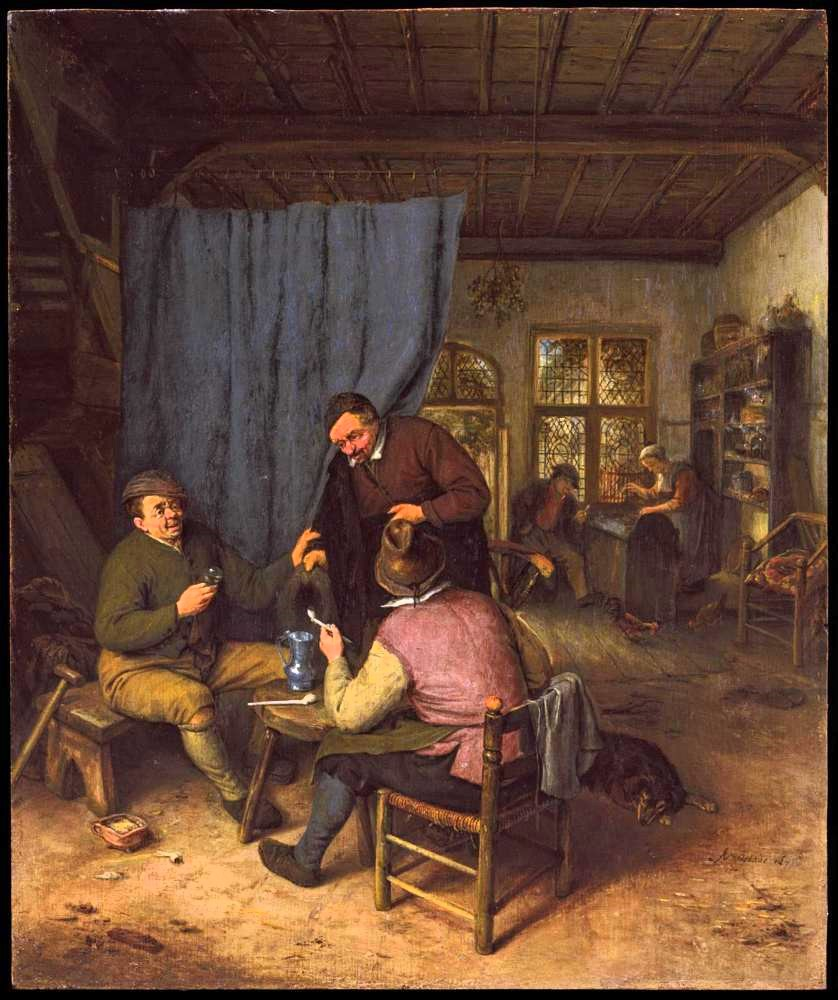
『居酒屋で会話をする客たち』（1671年） ボストン美術館
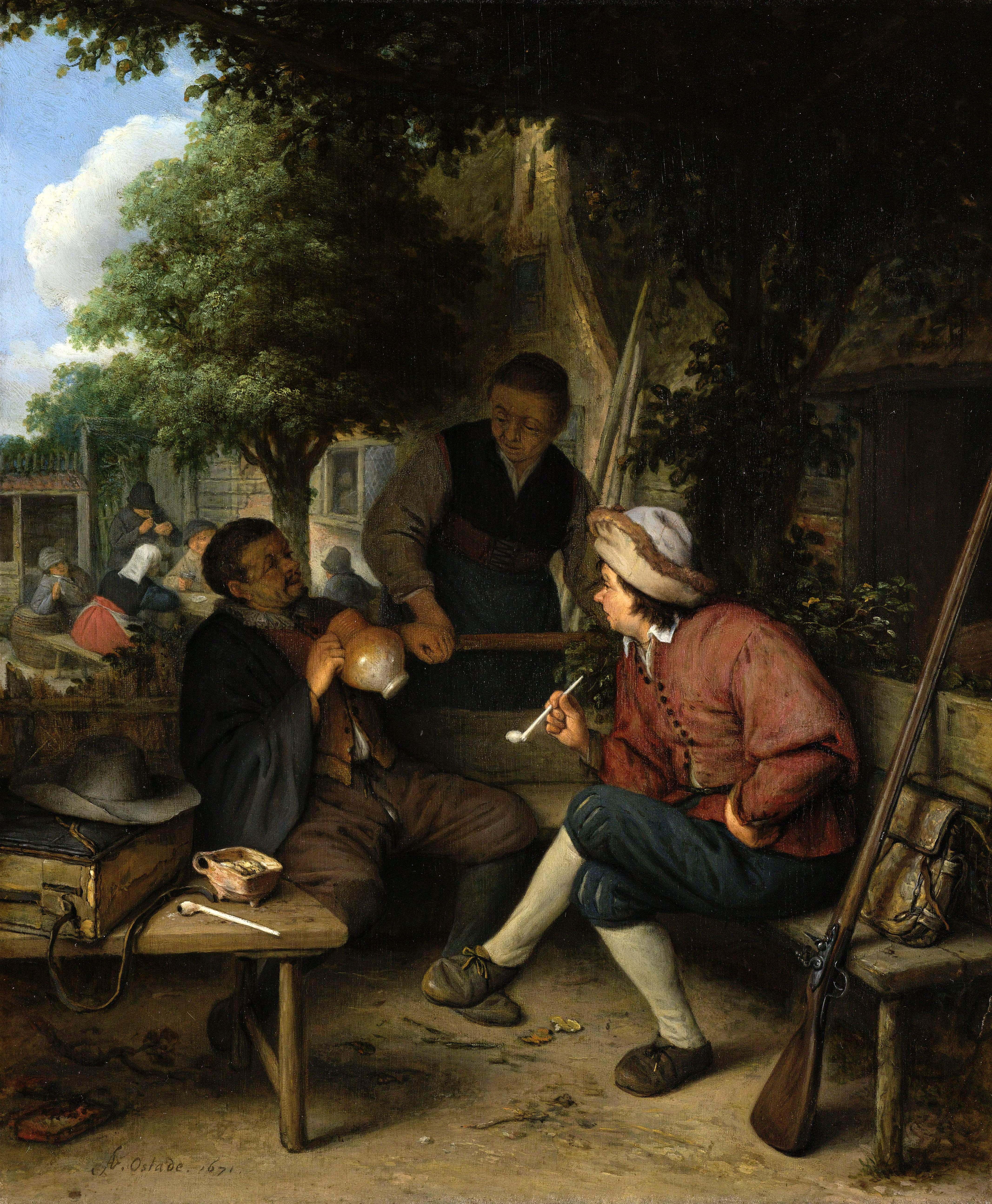
『休息をとる旅人たち』（1671年） アムステルダム国立美術館
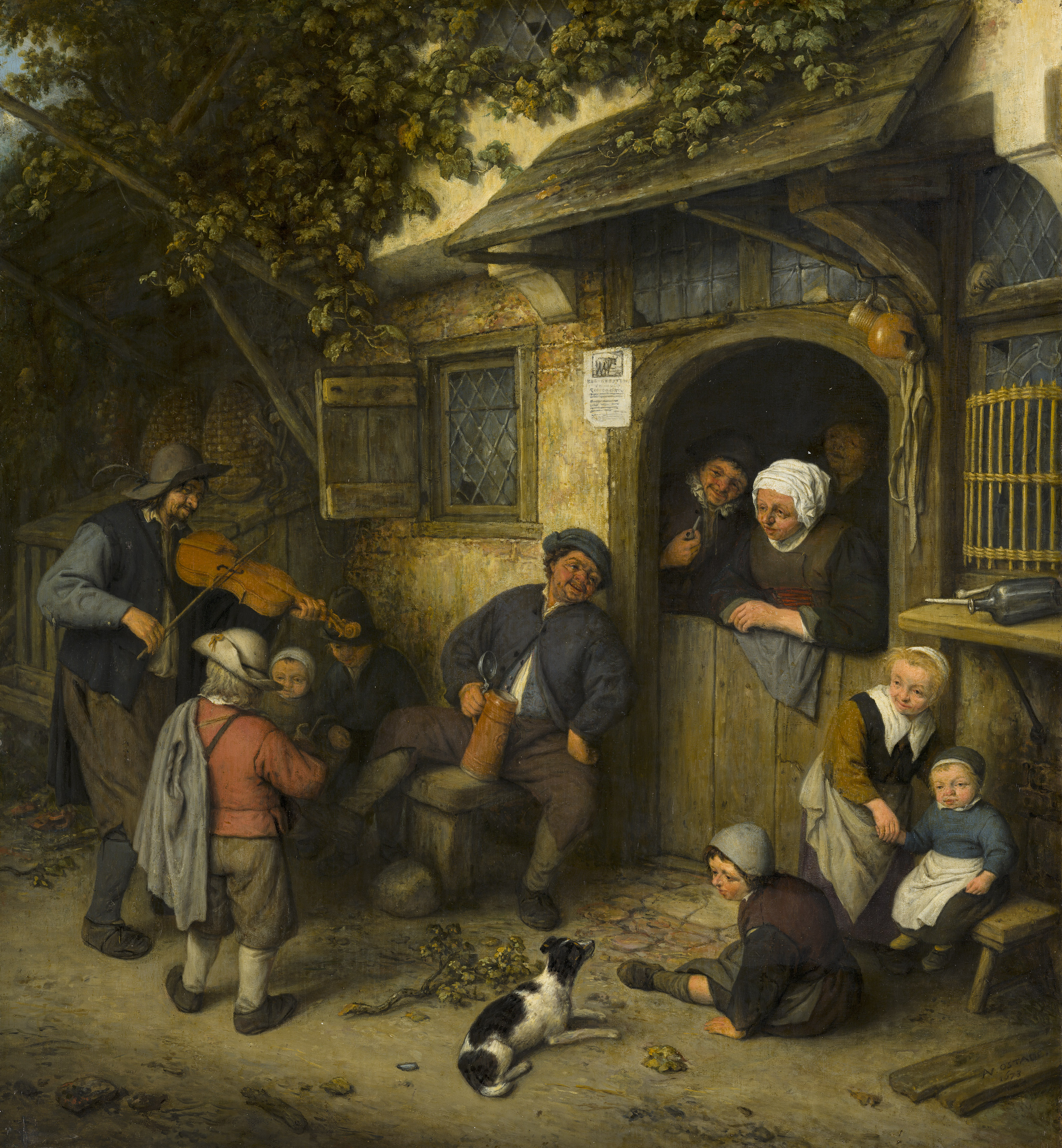
『ヴァイオリン弾き』 (1673年) マウリッツハイス美術館

### 版画

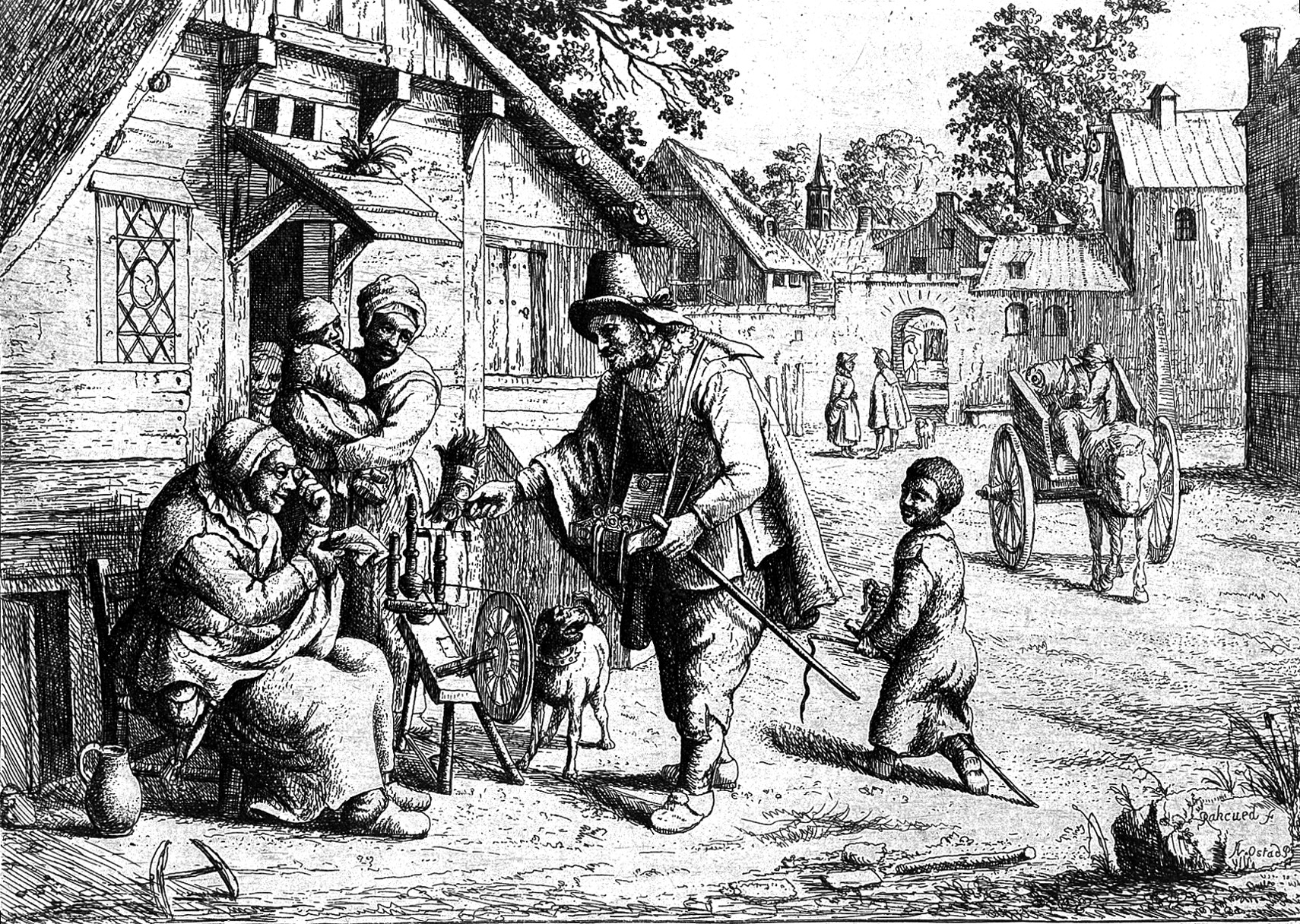
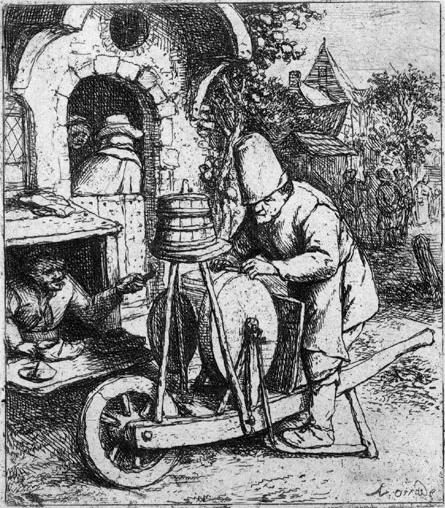
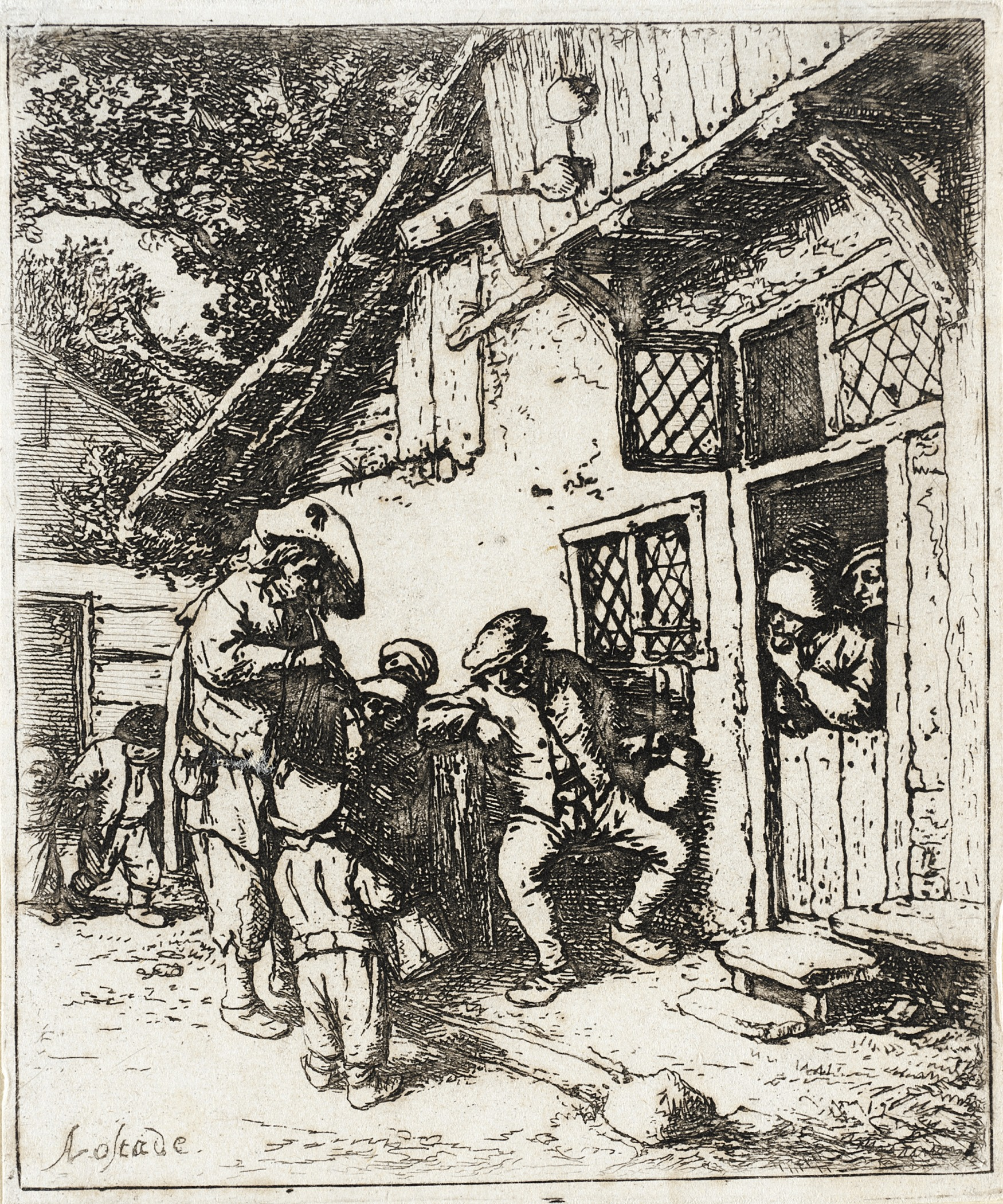
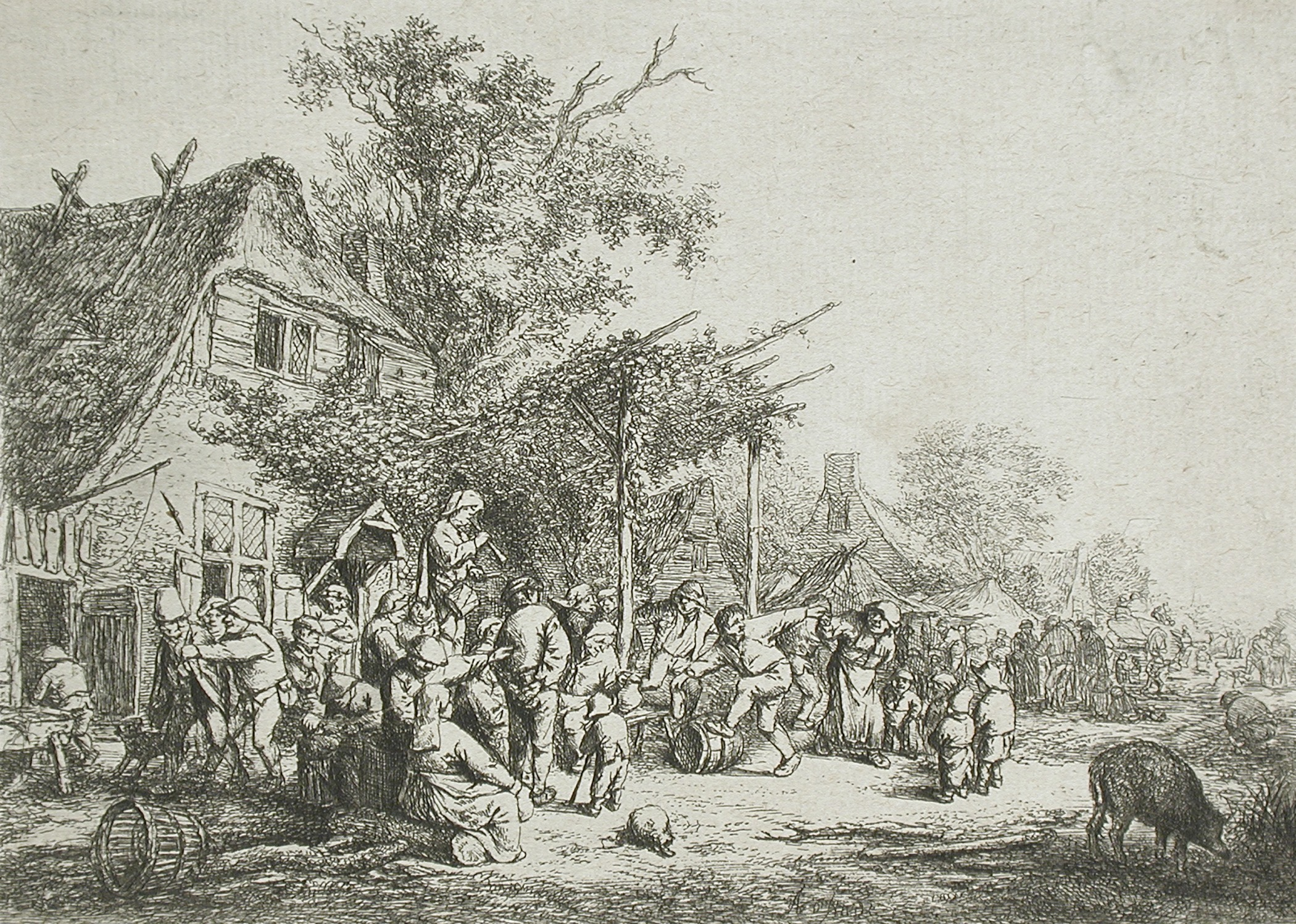

## 参照
1. ↑  Century Magazine by Timothy Cole Volume 48, Issue 2 (June, 1894)Old Dutch Masters. Adriaan Van Ostade
2. 1 2  Adriaen van Ostade in the w:Netherlands Institute for Art History